# 안디 나하르
안디 아리엘 나하르 로드리게스(Andy Ariel Najar Rodríguez, 1993년 3월 16일, 촐루테카 ~)는 온두라스의 축구 선수로, 그는 메이저 리그 사커 클럽 D.C. 유나이티드와 온두라스 국가대표팀에서 활약하고 있다.

## 클럽 경력

### 아마추어
나하르는 그의 가족과 함께 온두라스에서 버지니아로 13세때 이주하였다. 나하르는 버지니아주 알렉산드리아의 에딘슨 고등학교에 통학하였고, 2008년에 D.C. 유나이티드의 유소년 아카데미에 합류하였다. 아카데미에서 활약하는 기간에, 나하르는 라이트 백으로의 훌륭한 활약으로 많은 상을 받았다. 그는 2009년에 USSF 디벨로프먼트 아카데미 스타팅 XI의 한명으로 이름을 올렸고, 2009년 로스앤젤레스에서 열린 US 디벨로프멘탈 아카데미 결승전에서의 최다 득점자였다.

### 프로

#### D.C. 유나이티드
나하르는 2010년 3월 22일에 D.C. 유나이티드와 제너레이션 아디다스 프로 계약을 체결하였다. MLS에 참가하게 되면서, 리그와 그의 팀은 그의 교육에 책임을 지게 되었다. 그는 빌 해미드 골키퍼가 2009년 9월에 1군으로 승격한 데에 이어 유나이티드의 유소년 아카데미에서 1군으로 직행한 두 번째 선수였다.
2010년 3월 27일, 나하르는 캔자스시티 위저즈와의 2010년 MLS 시즌 개막전 경기에서 프로 데뷔를 하였고, 2010년 4월 28일, 댈러스와의 US 오픈컵 경기에서 첫 프로 골을 성공시켰다. 2010년 시즌에 나하르는 팀 림과 대니 뫙가를 제치고 MLS 올해의 루키로 선정되었다.
나하르는 17세의 어린 나이에도 불구하고 사커 아메리카의 폴 가드너와 같은 비평가들에 의해 벌써 D.C. 유나이티드의 최고 선수들 중 한명으로 손꼽혔다. 그는 유럽 클럽들의 관심을 받았는데, 그의 에이전트에 따르면, 그는 추후 이적하게 되며, 그 때는 2010년 시즌 종료 후일 것으로 예상되었다. 그러나, 2010년 12월, 나하르는 D.C. 유나이티드와 다년 계약을 체결한 것으로 밝혀졌다.
나하르는 D.C. 유나이티드 아카데미 출신 선수들 중 2012년 하계 올림픽에 참가한 유일한 선수가 되었다.

#### 안데를레흐트
2013년 1월 7일, 나하르는 벨기에 프로리그의 우승팀 안데를레흐트로 1달간 임대되었다. 2013년 1월 30일, 안데를레흐트는 나하르의 완전 이적을 발표하였다. 그는 2013년 8월 2일, 세르클러 브뤼허와의 경기에서 데뷔하였다. 이적료는 $3M인 것으로 책정되었다.

## 국가대표팀 경력
2011년 4월 6일, 아직 미국 시민권을 얻지 못한 나하르는 미국 국가대표팀으로 출전이 가능할 때까지 기다리기 보다, 출생 국가인 온두라스 국가대표팀에서 활약할 것임을 공식적으로 선언하였다. 2011년 9월 3일, 콜롬비아와의 경기에서 67분에 투입되며 첫 경기를 치르었다.
나하르는 2012년 하계 올림픽에 참가할 온두라스 U-23 국가대표팀에 소집되었다. 나하르는 2012년 하계 올림픽의 참가 기회에 대해 "저는 이를 신에게 감사를 표할 수만 있다면"이라는 반응을 목요일 스페인어 인터뷰에서 보였다. "저는 모국을 대표할 뿐만 아니라, 가족을 대표하게 될 것입니다. 올림픽은 모든 선수들의 꿈이며, 저는 이 삶에 기회를 얻었습니다."라고 반응하였다.
2013년 7월 21일, 나하르는 코스타리카와의 2013년 CONCACAF 골드컵 토너먼트전 경기에서 첫 온두라스 국제경기 득점을 기록하였다. 나하르의 결승골로 1-0으로 승리한 온두라스는 대회 준결승전에 진출하였다.

## 경력 통계
| 클럽            | 시즌    | 리그 | 리그 | 리그 컵 | 리그 컵 | 컵   | 컵 | 대륙 | 대륙 | 합계 | 합계 |
| 클럽            | 시즌    | 출장 | 골   | 출장    | 골      | 출장 | 골 | 출장 | 골   | 출장 | 골   |
| --------------- | ------- | ---- | ---- | ------- | ------- | ---- | -- | ---- | ---- | ---- | ---- |
| D.C. 유나이티드 | 2010    | 26   | 5    | -       | -       | 5    | 2  | -    | -    | 31   | 7    |
| D.C. 유나이티드 | 2011    | 31   | 5    | -       | -       | 2    | 1  | -    | -    | 33   | 6    |
| D.C. 유나이티드 | 2012    | 25   | 0    | 1       | 0       | 2    | 0  | -    | -    | 28   | 0    |
| 클럽 합계       |         | 82   | 10   | 1       | 0       | 9    | 3  | 0    | 0    | 92   | 13   |
| 안데를레흐트    | 2012–13 | 0    | 0    | -       | -       | 0    | 0  | -    | -    | 0    | 0    |
| 안데를레흐트    | 2013–14 | 20   | 2    | -       | -       | 1    | 0  | 1    | 0    | 22   | 2    |
| 클럽 합계       |         | 20   | 2    | 0       | 0       | 1    | 0  | 1    | 0    | 22   | 2    |
| 경력 합계       |         | 102  | 12   | 1       | 0       | 10   | 3  | 1    | 0    | 114  | 15   |

### 국가대표팀 득점 기록
아래의 점수에서 왼쪽의 점수가 온두라스의 점수이다.
| #  | 날짜            | 경기장                            | 상대       | 점수 | 결과 | 대회                   |
| -- | --------------- | --------------------------------- | ---------- | ---- | ---- | ---------------------- |
| 1. | 2013년 7월 21일 | M&T 뱅크 스타디움, 볼티모어, 미국 | 코스타리카 | 1–0  | 1–0  | 2013년 CONCACAF 골드컵 |

## 수상

### 클럽
안데를레흐트
- 벨기에 프로리그: 2012-13, 2013-14
- 벨지스허 쉬퍼르퀴프: 2013, 2014

### 개인
- MLS 올해의 루키: 2010